# Konstancie Štaufská
Konstancie Štaufská (italsky Costanza di Staufen, 1229/1230? – duben 1307, Valencie) byla nikájská císařovna z dynastie Štaufů.

## Život
Narodila se jako dcera císaře Fridricha II. a Blanky, dcery piemontského šlechtice. Původně milenecký vztah císař zlegitimizoval až na matčině smrtelném loži. Roku 1244 se Konstancie stala druhou manželkou otcova přítele, nikájského císaře Jana Duka Vatatzése a v novém prostředí přijala jméno Anna. Sňatek pohoršil papeže Inocence IV. a byl jedním z důvodů, proč byl její otec v nemilosti. Manželství nebylo šťastné, postarší císař nalezl zalíbení v jiné ženě a poslední roky svého života byl velmi nemocný. Zemřel roku 1254, manželství bylo bezdětné.
V letech následujících se Konstancie údajně zalíbila novému císaři Michaelu Palaiologovi, který se pokusil uzavřít alianci s jejím bratrem, sicilským králem Manfrédem. Plánovaný rozvod a nový sňatek s Konstancií se mu nepodařilo v radě prosadit, patriarcha Arsenius na něj uvalil klatbu. Roku 1263 se Konstancie vrátila na Sicílii k bratrově dvoru a po jeho potupném skonu v bitvě u Beneventa roku 1266 odešla na ke své neteři na aragonský dvůr. Zemřela v pokročilém věku v rouše jeptišky na jaře 1307 a byla pohřbena v kapli sv. Barbory v kostele sv. Jana ve Valencii.